# Webera porosa
Webera porosa là một loài Rêu trong họ Bryaceae. Loài này được (H. Lindb.) Paris miêu tả khoa học đầu tiên năm 1906.